# Ashley Kelly
Ashley Kelly (* 25. März 1991 in New York City) ist eine ehemalige Leichtathletin von den Britischen Jungferninseln, die sich auf den Sprint spezialisiert hat. Aktuell ist sie Inhaberin des Landesrekordes über 400 Meter.

## Sportliche Laufbahn
Erste internationale Erfahrungen sammelte Ashley Kelly im Jahr 2007, als sie bei den Jugendweltmeisterschaften in Ostrava mit 12,48 s und 25,17 s jeweils in der ersten Runde im 100- und 200-Meter-Lauf ausschied und mit der Sprintstaffel (1000 Meter) ihres Landes mit 2:14,88 min den Finaleinzug verpasste. Im Jahr darauf schied sie bei den CARIFTA Games in Basseterre mit 24,64 s in der Vorrunde über 200 Meter aus und belegte mit der 4-mal-100-Meter-Staffel den vierten Platz. Zudem begann sie im selben Jahr ein Studium an der University of Illinois in den Vereinigten Staaten. 2009 schied sie bei den Zentralamerika- und Karibikmeisterschaften (CAC) in Havanna mit 54,82 s in der Vorrunde im 400-Meter-Lauf aus und belegte mit der 4-mal-400-Meter-Staffel in 3:37,62 min den fünften Platz. Anschließend belegte sie bei den Panamerikanischen Juniorenmeisterschaften in Port-of-Spain in 56,25 s den siebten Platz über 400 Meter. Im Jahr darauf belegte sie bei den CAC-Juniorenmeisterschaften in Santo Domingo in 24,46 s den siebten Platz über 200 Meter und gelangte mit 53,86 s auf Rang vier über 400 Meter. Anschließend schied sie bei den Juniorenweltmeisterschaften in Moncton mit 55,71 s in der ersten Runde über 400 Meter aus. 2011 belegte sie bei den CAC-Meisterschaften in Mayagüez in 54,00 s den sechsten Platz und im Jahr darauf belegte sie bei den U23-NACAC-Meisterschaften in Irapuato in 23,77 s und 53,35 s jeweils den fünften Platz über 200 und 400 Meter.
Ab 2013 studierte sie an der University at Buffalo und schied im selben Jahr bei den Zentralamerika- und Karibikmeisterschaften in Morelia mit 24,30 s im Vorlauf über 200 Meter aus und kam mit der 4-mal-100-Meter-Staffel nicht ins Ziel. Im Jahr darauf belegte sie bei den IAAF World Relays 2014 in Nassau in 45,06 s den siebten Platz im B-Finale der 4-mal-100-Meter-Staffel und im Juli schied sie bei den Commonwealth Games in Glasgow mit 24,00 s und 54,35 s jeweils im Halbfinale über 200 und 400 Meter aus. 2015 kam sie bei den NACAC-Meisterschaften in San José mit 23,82 s nicht über den Vorlauf über 200 Meter hinaus und im Jahr darauf schied sie bei den Hallenweltmeisterschaften in Portland mit 54,95 s in der ersten Runde über 400 Meter. Im August startete sie über 200 Meter bei den Olympischen Sommerspielen in Rio de Janeiro und schied dort mit 23,61 s in der Vorrunde aus. Bei den IAAF World Relays 2017 auf den Bahamas belegte sie mit der 4-mal-200-Meter-Staffel in 1:35,35 min den siebten Platz und kam mit der 4-mal-100-Meter-Staffel im Vorlauf nicht ins Ziel. Anschließend erreichte sie bei den Weltmeisterschaften in London das Halbfinale über 400 Meter, in dem sie mit 54,50 s im Halbfinale ausschied. Im Jahr darauf schied sie bei den Commonwealth Games im australischen Gold Coast mit 53,00 s im Halbfinale über 400 Meter aus und anschließend belegte sie bei den Zentralamerika- und Karibikspielen in Barranquilla in 53,84 s den fünften Platz. 2019 kam sie bei den Panamerikanischen Spielen in Lima mit 54,42 s nicht über den Vorlauf über 400 Meter hinaus und 2022 beendete sie dann ihre aktive sportliche Karriere im Alter von 30 Jahren.

## Persönliche Bestleistungen
- 100 Meter: 11,58 s (+0,4 m/s), 22. April 2016 in Gainesville
  - 60 Meter (Halle): 7,39 s, 20. Februar 2016 in New York City
- 200 Meter: 23,17 s (+0,3 m/s), 2. April 2016 in Gainesville
  - 200 Meter (Halle): 23,69 s, 29. Januar 2016 in Boston
- 400 Meter: 51,63 s, 8. Juli 2017 in Miami (Landesrekord)
  - 400 Meter (Halle): 53,01 s, 12. Februar 2016 in Boston (Landesrekord)